# Nautley River
Der Nautley River ist ein linker Nebenfluss des Nechako River im nördlich-zentralen Teil der kanadischen Provinz British Columbia. 

## Flusslauf
Der Nautley River bildet den Abfluss des auf dem Nechako-Plateau gelegenen Fraser Lake. Er fließt vom östlichen Seeende etwa 1,5 km in östlicher Richtung und mündet 3,5 km nordwestlich von Fort Fraser in den Nechako River. Der Flusslauf durchquert das Gebiet des Indianerreservats Nautley (Fort Fraser) 1. Die Nautley Road überquert den Fluss 800 m oberhalb der Mündung. Am nördlichen Flussufer liegt eine Siedlung der Nadleh Whut'en First Nation.

## Hydrologie
Der Nautley River entwässert ein Areal von etwa 6030 km². Der mittlere Abfluss beträgt 31,3 m³/s. Die höchsten monatlichen Abflüsse treten gewöhnlich im Mai und im Juni auf.